# خفاش حدوة الحصان الأصهب
خفاش حدوة الحصان الأصهب (الاسم العلمي: Rhinolophus rouxii) هو نوع من أنواع الخفافيش التي تنتمي لعائلة خفاش حدوة الحصان. يتواجد هذا النوع من الخفافيش في الصين والهند وميانمار ونيبال وسريلانكا وفيتنام.